# Commonwealth Games 2018/7er-Rugby/Frauen
Bei den Commonwealth Games 2018 in Gold Coast, Australien, wurde vom 13. bis 15. April 2018 erstmals im Rahmen der Spiele ein Frauenwettbewerb im 7er-Rugby ausgetragen.
Neuseeland gewann ungeschlagen die Goldmedaille vor Australien und England.

## Ergebnisse

### Vorrunde

#### Gruppe A
| Pl. | Team       | S | U | N | Ergb.   | Diff. | Pkt. |
| --- | ---------- | - | - | - | ------- | ----- | ---- |
| 1.  | Neuseeland | 3 | 0 | 0 | 110:07  | +103  | 8    |
| 2.  | Kanada     | 2 | 0 | 1 | 060:036 | +024  | 7    |
| 3.  | Kenia      | 1 | 0 | 2 | 031:079 | −048  | 5    |
| 4.  | Südafrika  | 0 | 0 | 3 | 010:089 | −079  | 3    |

| 13. April 2018 16:31 | Kanada  | 29 : 0 | Südafrika | Robina Stadium, Gold Coast Schiedsrichter: Hollie Davidson (Schottland) |
| 13. April 2018 16:31 | Bericht |        |           | Robina Stadium, Gold Coast Schiedsrichter: Hollie Davidson (Schottland) |

| 13. April 2018 16:53 | Neuseeland | 45 : 0 | Kenia | Robina Stadium, Gold Coast Schiedsrichter: Rose Labreche (Kanada) |
| 13. April 2018 16:53 | Bericht    |        |       | Robina Stadium, Gold Coast Schiedsrichter: Rose Labreche (Kanada) |

| 13. April 2018 19:11 | Kanada  | 24 : 12 | Kenia | Robina Stadium, Gold Coast Schiedsrichter: Hollie Davidson (Schottland) |
| 13. April 2018 19:11 | Bericht |         |       | Robina Stadium, Gold Coast Schiedsrichter: Hollie Davidson (Schottland) |

| 13. April 2018 19:33 | Neuseeland | 41 : 0 | Südafrika | Robina Stadium, Gold Coast Schiedsrichter: Sara Cox (England) |
| 13. April 2018 19:33 | Bericht    |        |           | Robina Stadium, Gold Coast Schiedsrichter: Sara Cox (England) |

| 14. April 2018 12:27 | Südafrika | 10 : 19 | Kenia | Robina Stadium, Gold Coast Schiedsrichter: Rebecca Mahoney (Neuseeland) |
| 14. April 2018 12:27 | Bericht   |         |       | Robina Stadium, Gold Coast Schiedsrichter: Rebecca Mahoney (Neuseeland) |

| 14. April 2018 12:49 | Neuseeland | 24 : 7 | Kanada | Robina Stadium, Gold Coast Schiedsrichter: Alhambra Nievas (Spanien) |
| 14. April 2018 12:49 | Bericht    |        |        | Robina Stadium, Gold Coast Schiedsrichter: Alhambra Nievas (Spanien) |

#### Gruppe B
| Pl. | Team       | S | U | N | Ergb.  | Diff. | Pkt. |
| --- | ---------- | - | - | - | ------ | ----- | ---- |
| 1.  | Australien | 3 | 0 | 0 | 80:027 | +53   | 9    |
| 2.  | England    | 2 | 0 | 1 | 74:034 | +40   | 7    |
| 3.  | Fidschi    | 1 | 0 | 2 | 44:041 | +03   | 5    |
| 4.  | Wales      | 0 | 0 | 3 | 12:108 | −96   | 3    |

| 13. April 2018 17:15 | Fidschi | 5 : 17 | England | Robina Stadium, Gold Coast Schiedsrichter: Aimee Barrett-Theron (England) |
| 13. April 2018 17:15 | Bericht |        |         | Robina Stadium, Gold Coast Schiedsrichter: Aimee Barrett-Theron (England) |

| 13. April 2018 17:37 | Australien | 34 : 5 | Wales | Robina Stadium, Gold Coast Schiedsrichter: Rebecca Mahoney (Neuseeland) |
| 13. April 2018 17:37 | Bericht    |        |       | Robina Stadium, Gold Coast Schiedsrichter: Rebecca Mahoney (Neuseeland) |

| 13. April 2018 19:55 | Fidschi | 29 : 7 | Wales | Robina Stadium, Gold Coast Schiedsrichter: Rose Labreche (Kanada) |
| 13. April 2018 19:55 | Bericht |        |       | Robina Stadium, Gold Coast Schiedsrichter: Rose Labreche (Kanada) |

| 13. April 2018 20:17 | Australien | 29 : 12 | England | Robina Stadium, Gold Coast Schiedsrichter: Alhambra Nievas (Spanien) |
| 13. April 2018 20:17 | Bericht    |         |         | Robina Stadium, Gold Coast Schiedsrichter: Alhambra Nievas (Spanien) |

| 14. April 2018 18:59 | England | 45 : 0 | Wales | Robina Stadium, Gold Coast Schiedsrichter: Aimee Barrett-Theron (England) |
| 14. April 2018 18:59 | Bericht |        |       | Robina Stadium, Gold Coast Schiedsrichter: Aimee Barrett-Theron (England) |

| 14. April 2018 19:21 | Australien | 17 : 10 | Fidschi | Robina Stadium, Gold Coast Schiedsrichter: Sara Cox (England) |
| 14. April 2018 19:21 | Bericht    |         |         | Robina Stadium, Gold Coast Schiedsrichter: Sara Cox (England) |

### K.-o.-Runde

#### Platzierungsrunde
|  | Erste Runde      | Erste Runde     |                  |    | Spiel um Platz 7 | Spiel um Platz 7 |
|  |                  |                 |                  |    |                  |                  |
|  | Fidschi          | 40              |                  |    |                  |                  |
|  | Südafrika        | 12              |                  |    |                  |                  |
|  | 15. April, 9:31  |                 |                  |    |                  |                  |
|  |                  |                 | 15. April, 12:49 |    |                  |                  |
|  | Fidschi          | 40              |                  |    |                  |                  |
|  |                  | Kenia           | 5                |    |                  |                  |
|  |                  |                 |                  |    |                  |                  |
|  | Spiel um Platz 5 |                 |                  |    |                  |                  |
|  | 15. April, 9:53  | 15. April, 9:53 | Südafrika        | 14 |                  |                  |
|  | Kenia            | 14              | Wales            | 19 |                  |                  |
|  | Wales            | 12              |                  |    | 15. April, 12:27 | 15. April, 12:27 |

##### Erste Runde
| 15. April 2018 9:31 | Fidschi | 40 : 12 | Südafrika | Robina Stadium, Gold Coast Schiedsrichter: Hollie Davidson (Schottland) |
| 15. April 2018 9:31 | Bericht |         |           | Robina Stadium, Gold Coast Schiedsrichter: Hollie Davidson (Schottland) |

| 15. April 2018 9:53 | Kenia   | 14 : 12 | Wales | Robina Stadium, Gold Coast Schiedsrichter: Aimee Barrett-Theron (England) |
| 15. April 2018 9:53 | Bericht |         |       | Robina Stadium, Gold Coast Schiedsrichter: Aimee Barrett-Theron (England) |

##### Spiel um Platz 7
| 15. April 2018 12:27 | Südafrika | 14 : 19 | Wales | Robina Stadium, Gold Coast Schiedsrichter: Rose Labreche (Kanada) |
| 15. April 2018 12:27 | Bericht   |         |       | Robina Stadium, Gold Coast Schiedsrichter: Rose Labreche (Kanada) |

##### Spiel um Platz 5
| 15. April 2018 12:49 | Fidschi | 40 : 5 | Kenia | Robina Stadium, Gold Coast Schiedsrichter: Rebecca Mahoney (Neuseeland) |
| 15. April 2018 12:49 | Bericht |        |       | Robina Stadium, Gold Coast Schiedsrichter: Rebecca Mahoney (Neuseeland) |

#### Finalrunde
|  | Halbfinale          | Halbfinale       |                  |    | Finale           | Finale           |
|  |                     |                  |                  |    |                  |                  |
|  | Australien          | 33               |                  |    |                  |                  |
|  | Kanada              | 7                |                  |    |                  |                  |
|  | 15. April, 10:59    |                  |                  |    |                  |                  |
|  |                     |                  | 15. April, 13:55 |    |                  |                  |
|  | Australien          | 12               |                  |    |                  |                  |
|  |                     | Neuseeland       | 17               |    |                  |                  |
|  |                     |                  |                  |    |                  |                  |
|  | Spiel um Platz drei |                  |                  |    |                  |                  |
|  | 15. April, 11:21    | 15. April, 11:21 | Kanada           | 19 |                  |                  |
|  | Neuseeland          | 26               | England          | 24 |                  |                  |
|  | England             | 5                |                  |    | 15. April, 14:42 | 15. April, 14:42 |

##### Halbfinale
| 15. April 2018 10:59 | Australien | 33 : 7 | Kanada | Robina Stadium, Gold Coast Schiedsrichter: Sara Cox (England) |
| 15. April 2018 10:59 | Bericht    |        |        | Robina Stadium, Gold Coast Schiedsrichter: Sara Cox (England) |

| 15. April 2018 11:21 | Neuseeland | 26 : 5 | England | Robina Stadium, Gold Coast Schiedsrichter: Alhambra Nievas (Spanien) |
| 15. April 2018 11:21 | Bericht    |        |         | Robina Stadium, Gold Coast Schiedsrichter: Alhambra Nievas (Spanien) |

##### Spiel um Platz 3
| 15. April 2018 13:55 | Kanada  | 19 : 24 | England | Robina Stadium, Gold Coast Schiedsrichter: Hollie Davidson (Schottland) |
| 15. April 2018 13:55 | Bericht |         |         | Robina Stadium, Gold Coast Schiedsrichter: Hollie Davidson (Schottland) |

##### Finale
| 15. April 2018 14:42 | Australien | 12 : 17 | Neuseeland | Robina Stadium, Gold Coast Schiedsrichter: Sara Cox (England) |
| 15. April 2018 14:42 | Bericht    |         |            | Robina Stadium, Gold Coast Schiedsrichter: Sara Cox (England) |

## Abschlussplatzierungen
| Rang | Team       |
| ---- | ---------- |
|      | Neuseeland |
|      | Australien |
|      | England    |
| 4    | Kanada     |
| 5    | Fidschi    |
| 6    | Kenia      |
| 7    | Wales      |
| 8    | Südafrika  |

## Medaillengewinnerinnen
| Olympiasieger Neuseeland | Alena Saili, Shakira Baker, Stacey Waaka, Niall Williams, Sarah Goss, Michaela Blyde, Tyla Nathan-Wong, Kelly Brazier, Gayle Broughton, Theresa Fitzpatrick, Portia Woodman, Tenika Willison, Risealeaana Pouri-Lane |
| Silber Australien        | Shannon Parry, Sharni Williams, Demi Hayes, Dom Du Toit, Emma Tonegato, Vani Pelite, Charlotte Caslick, Cassie Staples, Emma Sykes, Alicia Quirk, Emilee Cherry, Ellia Green, Georgie Friedrichs                     |
| Bronze England           | Claire Allan, Abbie Brown, Lydia Thompson, Emily Scarratt, Natasha Hunt, Deborah Fleming, Heather Fisher, Emily Scott, Alex Matthews, Megan Jones, Jessica Breach, Amy Wilson-Hardy, Victoria Fleetwood              |